# World Water Index
El World Water Index (WOWAX) es un índice bursátil global establecido en febrero de 2002 por Société Générale en cooperación con SAM Group y S&P Dow Jones Índices/STOXX.
Contiene las 20 empresas más grandes a nivel global de los sectores de suministro de agua, infraestructura de agua y tratamiento de agua.
Las participaciones del índice se rebalancean de forma trimestral, y el índice en sí es revisado cada seis meses.
El ISIN del WOWAX es XY0100291446 y US98151V3006, respectivamente.

## Compañías
| País           | Compañía                         |
| -------------- | -------------------------------- |
| Gran Bretaña   | Spirax-Sarco Engineering PLC     |
| Corea del Sur  | Coway Co LTD                     |
| Francia        | Veolia Environnement             |
| Hong Kong      | Guangdong Investment LTD         |
| Estados Unidos | Flowserve Corp                   |
| Japón          | Miura Co LTD                     |
| Gran Bretaña   | Pentair PLC                      |
| Estados Unidos | A. O. Smith Corp                 |
| Estados Unidos | Xylem Inc                        |
| Estados Unidos | Aqua America Inc                 |
| Estados Unidos | Calgon Carbon Corp               |
| Estados Unidos | Masco Corp                       |
| Chile          | Inversiones Aguas Metropolitanas |
| Japón          | Kurita Water Industries LTD      |
| Estados Unidos | American Water Works Co Inc      |
| Gran Bretaña   | United Utilities Group PLC       |
| Suiza          | Geberit AG-REG                   |
| Gran Bretaña   | Severn Trent PLC                 |
| Japón          | Toto Ltd.                        |
| Japón          | Lixil Group Corp                 |